# Telldenkmal (Zürich)

«Wilhelm Tells Bildsäule», Radierung von Johann Rudolf Schellenberg, Datum unbekannt

Das Telldenkmal in Zürich war eine von Friedrich Schäfer geschaffene Skulptur auf einem Postament, die den Schweizer Nationalhelden Wilhelm Tell mit seinem Sohn Walter zeigte. Die Figur stand zwischen 1780 und 1800 auf dem Lindenhof und verschwand zur Zeit der Helvetik. Seither wurde sie nicht mehr ersetzt, und der Sockel steht leer.

## Geschichte
Im Jahre 1780, noch zur Zeit des Ancien Régime, wurde der Lindenhof nach französischem Vorbild zu einem Park mit streng geometrisch angelegten Alleen umgewandelt. Darin stellte man mehrere Statuen auf; jene von Wilhelm Tell war ein Werk des Tiroler Bildhauers Friedrich Schäfer (1709–1786). Am 18. Januar 1798 marschierten die Franzosen in der Eidgenossenschaft ein, und am 12. April wurde in Aarau die Helvetische Republik ausgerufen. Der Lindenhof wurde fortan für politische Manifestationen, insbesondere die Eidabnahmen verwendet. Die Statue von Tell, den die neue Herrschaft zum Symbol der Republik erkor, wurde mit einem tempelartigen Umbau versehen. In der Andreasnacht zum 30. November 1800 entfernten sie Unbekannte und warfen sie vermutlich in die Limmat. Höchstwahrscheinlich handelte es sich dabei um Föderalisten, also Gegner des neuen Zentralstaats. Der Regierungsstatthalter des Kantons Zürich Johann Kaspar Pfenninger bezeichnet die Tat als «dummen Nachbubenstreich». Der Sockel blieb leer zurück und steht noch heute.
Offenbar trug man sich noch länger mit dem Gedanken, einen neuen Tell auf das leere Postament zu stellen. In den 1820er Jahren soll Heinrich Max Imhof darum angegangen worden sein.

## Beschreibung
Die verschollene Tellskulptur aus Zürich muss als eines der ältesten echten Telldenkmäler der Schweiz gelten, zumal es sich nicht um eine sekundäre Zuschreibung wie etwa beim Tellenbrunnen in Schaffhausen handelt, sondern Tell ikonographisch eindeutig an den beigegebenen Attributen, dem Sohn und dem durchschossenen Apfel, erkennbar war.
Der bis heute leere Sandsteinsockel ist 88 Zentimeter hoch und hat einen Grundriss von 60 × 67 Zentimetern. Er steht an der Westseite des Lindenhofs bei den Schaukeln.